# Saison 2019 de la NFL
Navigation
Édition précédente Édition suivante
La saison 2019 de la NFL est la 100e de l'histoire de la National Football League.
En commémoration au 100e anniversaire de la ligue, elle a débuté le jeudi 5 septembre 2019 lors de l'annuel Kickoff Game au Soldier Field avec les Bears de Chicago, une des équipes fondatrices de la ligue, face aux Packers de Green Bay.
La saison s'est terminé le 2 février 2020 au Hard Rock Stadium de Miami Gardens en Floride avec le Super Bowl LIV.

## Mouvements de joueurs
La saison 2019 de la NFL et sa période de transfert débute le 13 mars à 16 heures locales, certaines négociations pouvant débuter dès le 8 mars notamment pour les joueurs agents libres retreints (restricted free agent) qui ont de telles clauses dans leurs contrats en leur soumettant une offre de contrat. Le 11 mars, les franchises sont autorisées à nouer des contacts avec les joueurs considérés comme libres sans restriction (unrestricted free agents).

### Départs notables à la retraite
- Ryan Kalil : Centre, Pro Bowler à 5 reprises et All-Pro à 3 reprises (2 x en équipe type et 1 x en 2e équipe), il a pris sa retraite le 30 décembre 2018 après douze saisons toutes jouées avec les Panthers de la Caroline[1]. Il revient sur sa décision et s'engage avec les Jets de New York.
- Brian Orakpo : Linebacker, Pro Bowler à 4 reprises, il annonce sa retraite le 31 décembre 2018 après avoir joué pour les Redskins de Washington et les Titans du Tennessee pendant 10 saisons[2].
- Julius Peppers : Defensive end, Pro Bowler à 9 reprises et All-Pro à 6 reprises (3 x en équipe type et 3 x en 2e équipe), Peppers aura joué pendant 17 années avec les Panthers de la Caroline, les Bears de Chicago et les Packers de Green Bay. Il aura été élu meilleur rookie défensif de la NFL en 2002 et a figuré dans l'équipe type des années 2000. Il a pris sa retraite le 1er février 2019[3].
- Kyle Williams : Defensive tackle, Pro Bowler à 6 reprises et All-Pro à 2 reprises, il a joué ses 13 saisons NFL avec les Bills de Buffalo. Il a annoncé prendre sa retraite le 28 décembre 2018[4].
- Rob Gronkowski : Tight-end, Pro Bowler à 5 reprises, All-Pro à 4 reprises et 3 fois vainqueur au Super Bowl (XLIX, LI, LIII), le tight end annonce sa retraite le 24 mars 2019 via Instagram[5]. Il a joué l'intégralité de ses 9 saisons avec les Patriots de la Nouvelle-Angleterre.
- Andrew Luck : Quarterback, Pro Bowler à 4 reprises, il annonce à la surprise générale l'intention de prendre sa retraite sportive quelques semaines avant le début de la nouvelle saison. Andrew explique que l'accumulation des blessures est raison qui le pousse à prendre cette décision[6]. Sélectionné par les Colts lors de la draft 2012 de la NFL, il y effectue toute sa carrière.
- Marshawn Lynch : Running back, Pro Bowler à 5 reprises, All-Pro à 2 reprises, vainqueur du Super Bowl XLVIII, a joué onze années en NFL réparties entre les Bills, les Seahawks et les Raiders.
- Haloti Ngata : Defensive tackle, Pro Bowler à 5 reprises, All-Pro à 5 reprises (2 x en équipe type et 3 x en 2e équipe), il a joué 9 ans chez les Ravens et 4 années réparties entre les Lions et les Eagles. Le 18 mars 2019, il annonce sa retraite[7],[8].
- Mark Sanchez : Quarterback. Il annonce sa retraite NFL le 23 juillet 2019 et est engagé comme consultant pour l'émission sportive ESPN College Football (en)[9].
- Jordy Nelson : Wide receiver, Pro Bowler et All-Pro (2e équipe) en 2014, vainqueur du Super Bowl XLV, il annonce prendre sa retraite le 27 mars 2019 après 11 saisons NFL (10 chez les Packers et 1 chez les Raiders)[10],[11].

### Décès en 2019
| - Red Cashion (en) - Rick Forzano (en) | - Bob Kuechenberg (en) - Kwamie Lassiter (en) | - John Michels (en) - Turk Schonert (en) | - Wade Wilson (en) |

### Draft
La Draft 2019 de la NFL s'est déroulée du 25 au 27 avril à Nashville dans le Tennessee.

## Pré-saison
Les camps d'entraînement pour la saison 2019 se dérouleront à partir de la fin juillet jusqu'au mois d'août. Les équipes ne pourront débuter ces camps qu'au maximum quinze jours avant leur premier match de pré-saison.
Le match du Pro Football Hall of Fame devrait se dérouler le 1er août 2019 au Tom Benson Hall of Fame Stadium (en) de Canton dans l'Ohio, ville où fut fondée la NFL il y a 99 ans. Il sera retransmis en télévision par la NBC.
Les Rams de Los Angeles joueront un de leurs matchs de pré-saison au Aloha Stadium d'Honolulu à Hawaï où avait lieu le Pro Bowl dans le passé.

### Changements d'entraîneurs

#### Avant la saison
| Équipes                 | HC en 2018    | Int. en 2018   | HC en 2019       | Motif du départ  | Historique / réalisations |
| ----------------------- | ------------- | -------------- | ---------------- | ---------------- | --- |
| Cardinals de l'Arizona  | Steve Wilks   | Steve Wilks    | Kliff Kingsbury  | Remercié         | Wilks est viré le 31 décembre 2018, après une saison se terminant par un bilan négatif de 3 victoires pour 13 défaites. Il rejoint plus tard les Browns de Cleveland comme coordinateur défensif. Kingsbury qui était au cours des six dernières années entraîneur principal des Red Raiders de Texas Tech est engagé le 8 janvier 2019. |
| Bengals de Cincinnati   | Marvin Lewis  | Marvin Lewis   | Zac Taylor       | De commun accord | Lewis et les Bengals se séparent de commun accord le 31 décembre après un bilan de 6-10 en fin de saison. En 16 années passées chez les Bengals comme entraîneur principal, Lewis affiche un bilan global de 131 victoires, 122 défaites et 3 nuls pour 7 apparitions en séries éliminatoires. Cependant, les Bengals n'auront gagné aucun match de playoff sous l'ère Lewis et les auront manqué lors des trois dernières années. Il rejoint la NFL Network comme commentateur pour les matchs de l'AAF peu de temps après son départ des Bengals. Taylor est officiellement nommé entraîneur principal le 5 février 2019. C'est sa première expérience à ce poste ayant auparavant été entraîneur des quarterbacks chez les Rams de Los Angeles |
| Browns de Cleveland     | Hue Jackson   | Gregg Williams | Freddie Kitchens | Remercié         | Jackson est viré le 29 octobre 2018 avec un bilan personnel de 3 victoires pour 36 défaites et 1 nul pendant ses 2½ ans à la tête des Browns. Il n'a jamais gagné en déplacement et a perdu tous les matchs de la saison 2017. Il rejoint les Bengals de Cincinnati comme assistant de suite après son licenciement. Le coordinateur défensif Gregg Williams termine la saison 2018 avec un bilan de 5 victoires pour 3 défaites. Libéré par les Browns le 9 janvier 2019, il rejoint les Jets de New York comme coordinateur defensif. Kitchens est promu entraîneur principal le 12 janvier 2019 après avoir servi comme coordinateur défensif intérimaire après le licenciement de Jackson. Ce sera sa première expérience à ce poste.         |
| Broncos de Denver       | Vance Joseph  | Vance Joseph   | Vic Fangio       | Remercié         | Joseph est remercié le 31 december 2018 après une saison à 6-10. Les Broncos affichent un bilan de 11-21 sous la direction de Joseph sans qualification en playoffs. Il rejoint par la suite comme coordinateur défensif les Cardinals de l'Arizona. Fangio est engagé le 10 janvier 2019. Il s'agira de sa première expérience comme entraîneur principal après avoir été assistant pendant plus de 30 ans déjà au sein de la United States Football League (USFL). Plus récemment il était coordinateur défensif chez les Bears de Chicago. |
| Packers de Geen Bay     | Mike McCarthy | Joe Philbin    | Matt LaFleur     | Remercié         | McCarthy est viré le 2 décembre 2018 peu de temps après la défaite des Packers à Arizona. McCarthy affiche un bilan général de 135 victoires, 85 défaites et 2 nuls pour 9 apparitions en playoffs et 1 participation à un Super Bowl. Philbin, le coordinateur offensif de l'équipe termine la saison à sa place comme intérimaire (2 victoires et 2 défaites). LaFleur est engagé le 8 janvier 2019. Précédemment coordinateur offensif des Titans du Tennessee en 2018, il effectuera sa première saison comme entraîneur principal. |
| Dolphins de Miami       | Adam Gase     | Adam Gase      | Brian Flores     | Remercié         | Gase est viré le 31 décembre 2018 après une saison avec 7 victoires et 9 défaites. Pendant ses trois années à la tête de l'équipe, il réalise un bilan de 23 victoires pour 25 défaites pour une apparition en playoffs en 2016. Il est engagé plus tard comme entraîneur principal par les rivaux de division les Jets de New York. Flores, anciennement le plus ancien des assistants des Patriots de la Nouvelle-Angleterre, est engagé comme entraîneur principal des Dolphins le 5 février 2019. Ce sera sa première expérience à ce poste |
| Jets de New York        | Todd Bowles   | Todd Bowles    | Adam Gase        | Remercié         | Bowles est remercié le 30 décembre 2018 après un bilan de 4-12 pour la saison 2018 et un e fiche globale de 24-40 sans apparition en playoffs lors des quatre saisons passées à la tête des Jets. Il rejoint les Buccaneers de Tampa Bay comme coordinateur défensif. Gase, ancien entraîneur principal des Dolphins de Miami avec un bilan de 23-25 en trois saisons, est engagé le 11 janvier 2019. |
| Buccaneers de Tampa Bay | Dirk Koetter  | Dirk Koetter   | Bruce Arians     | Remercié         | Koetter est remercié le 30 décembre 2018 après une saison avec 5 victoires pour 11 défaites. Son bilan à la tête des Buccaneers est de 19-29 sur trois ans, sans apparition en playoffs. Il avait auparavant été en 2015 coordinateur offensif de l'équipe. Après son licenciement, il est engagé comme coordinateur offensif des Falcons d'Atlanta. Arians est engagé comme entraîneur principal le 8 janvier 2019. Il avait auparavant été entraîneur principal des Cardinals de l'Arizona pendant cinq ans y affichant un bilan de 49-30-1 entre 2013 et 2017. |

## La saison régulière
La saison régulière 2019 comporte 256 matchs répartis sur 17 weekends. Elle débute le 5 septembre 2019. Toutes les équipes disputent 16 matchs et bénéficient d'une semaine de repos. Des matchs sont programmés les dimanches, les lundis et jeudis soirs dont ceux du National Football League Kickoff et du Thanksgiving Day. La dernière journée de la saison régulière aura lieu le 29 décembre et comme depuis 2010, les 16 matchs de cette journée seront des matchs opposant des équipes d'une même division.
Pour chaque équipe, la répartition est la suivante :
- 6 matchs contre les autres équipes de la même division (matchs aller-retour)
- 4 matchs contre les équipes d'une autre division de la même conférence (les divisions se rencontrant changent chaque année selon une rotation préétablie)
- 2 matchs contre les équipes des deux autres divisions de la même conférence ayant terminé à la même position au classement la saison précédente (1er contre 1er, 2e contre 2e, etc.)
- 4 matchs contre les équipes d'une division de l'autre conférence (les divisions se rencontrant changent chaque année selon une rotation préétablie)

Le calendrier complet a été annoncé officiellement en avril 2019.
| Matchs intra-conférences                                                              | Matchs inter-conférences :                                                            |
| ------------------------------------------------------------------------------------- | ------------------------------------------------------------------------------------- |
| - AFC Est - AFC Nord - AFC Ouest - AFC Sud - NFC Est - NFC Nord - NFC Ouest - NFC Sud | - AFC Est - NFC Est - AFC Nord - NFC Ouest - AFC Sud - NFC Sud - AFC Ouest - NFC Nord |

### National Football League Kickoff
Le premier match de la saison est programmé pour le 5 septembre. Bien que la tradition veuille que ce match se déroule chez le tenant du titre, la NFL, en hommage au centenaire de la franchise des Bears de Chicago, a décidé que le premier match opposerait les Bears aux Packers de Green Bay à Chicago,.

### Séries internationales
Cinq matchs ont été joués en dehors des États-Unis en 2019. Les équipes ayant accepté de jouer ces matchs sont les Jaguars de Jacksonville, les trois équipes ayant délocalisé conformément à l'accord conclu pour ces délocalisations (les Chargers de Los Angeles, les Rams de Los Angeles et les Raiders d'Oakland) et les Buccaneers de Tampa Bay (selon le contrat leur permettant d'accueillir dans leur stade le Super Bowl LV en 2021). Les dates et heures des matchs ont été dévoilés en avril 2019,.
Les matchs à Londres,
Deux matchs sont organisés au Stade de Wembley :
- Houston Texans - Jacksonville Jaguars (le 3 novembre 2019) ;
- Cincinnati Bengals - Los Angeles Rams (le 27 octobre 2019).

Deux matchs sont organisés au Tottenham Hotspur Stadium :
- Carolina Panthers - Tampa Bay Buccaneers (le 13 octobre 2019);
- Chicago Bears - Oakland Raiders (le 6 octobre 2019).

Un match au Mexique
Un match a été organisé au Stade Azteca de Mexico le 18 novembre 2019 et a mis en présence les Chiefs de Kansas City et les Chargers de Los Angeles.

### Thanksgiving Day
Comme de tradition depuis 2006, trois matchs auront lieu le 28 novembre à l'occasion du Thanksgiving Day. Les Lions de Détroit et les Cowboys de Dallas joueront à domicile lors des deux matchs de l'après midi.

## Les séries éliminatoires
Les playoffs 2019 débutent le weekend des 4 et 5 janvier 2020 avec le tour de wild-card. Les quatre vainqueurs de ces matchs se déplacent chez les deux meilleures équipes classées de chaque conférence pour le tour de Division prévu le weekend des 11 et 12 janvier 2020. Les vainqueurs se rencontrent en finales de conférence le 19 janvier 2020. Le Pro Bowl 2020 se déroule le 26 janvier 2020 en un lieu non encore choisi et est retransmis par ESPN. Le Super Bowl LIV retransmis par la Fox se joue le 2 février au Hard Rock Stadium de Miami.

## Les stades
Les Chargers de Los Angeles ont joué leur troisième et dernière saison au ROKiT Field at Dignity Health Sports Park tandis que les Rams de Los Angeles ont joué leur quatrième et dernière saison au Los Angeles Memorial Coliseum, ces deux franchises s'installant pour la saison 2020 au SoFi Stadium d' Inglewood en Californie.
Une clause libératoire (d'un montant de 28 millions de $) permettrait aux Bills de Buffalo de quitter le stade New Era Field après la fin de la saison 2019 en vue d'une relocalisation. Si les Bills choisissent de ne pas activer cette clause, ils ne seront plus autorisés à déménager avant la fin de la saison 2022.

### Relocalisation des Raiders
La location de l'Oakland—Alameda County Coliseum par les Raiders d'Oakland s'est terminée après la fin de la saison 2018. La franchise a prévu de déménager à Las Vegas dans le Nevada dès que l'Allegiant Stadium sera terminé. Celui-ci devrait être inauguré en 2020. La direction du Coliseum a exprimé sa réticence à autoriser les Raiders de continuer d'utiliser le stade après l'expiration du bail sauf si la franchise payait davantage pour couvrir les pertes encourues par le Coliseum. En décembre 2018, la ville d'Oakland a intenté une action en justice contre les Raiders et la NFL afin d'obtenir des dommages et intérêts ainsi que le paiement d'une dette impayée, affirmant que la relocalisation proposée était illégale. la ville ne demandait cependant pas une injonction contraignant l'équipe à rester. Les Raiders ont déclaré que si des poursuites étaient intentés contre eux, ils ne renouvelleraient pas le contrat avec le Coliseum et trouveraient un autre stade temporaire pour la saison 2019 jusqu'à la fin de la construction du stade de Las Vegas. Les Raiders ont ensuite tenté de négocier un bail avec l'Oracle Park de San Francisco avant que les 49ers de San Francisco n'y mettent leur veto, estimant qu'il s'agissait d'une violation de ses droits territoriaux. Le maire de la ville de San Francisco s'y est également opposé.
Après ce refus des 49ers, les Raiders sont forcés de renégocier avec les propriétaires du Coliseum ou de trouver un stade temporaire en dehors de la région de la Baie de San Francisco. Les villes de San Antonio au Texas (l'Alamodome) et de Tucson en Arizona (l'Arizona Stadium) ont toutes deux exprimé leur intérêt et celui-ci a été pris en compte par les Raiders. La perspective de jouer au Levi's Stadium, stade des 49ers, bien qu’elle soit une source persistante de spéculations de la part de la presse, a été rejetée à plusieurs reprises par les Raiders puisqu'elle nécessiterait surtout l'assentiment des 49ers. L'équipe ne peut effectivement pas déménager à Las Vegas un an à l'avance car il n'existe dans le Nevada aucun stade proche des standards de la NFL, le Mackay Stadium (en) de Reno et le Sam Boyd Stadium de Whitney étant tous les deux sous-dimensionnées et sous équipés.

## Les classements

### Saison régulière AFC
| Franchise                                | V  | D  | N | Pct    | Div | Conf | PM  | PE  |
| ---------------------------------------- | -- | -- | - | ------ | --- | ---- | --- | --- |
| (3) Patriots de la Nouvelle-Angleterre y | 12 | 4  | 0 | 75 %   | 5-1 | 8-4  | 420 | 225 |
| (5) Bills de Buffalo w                   | 10 | 6  | 0 | 62,5 % | 3-3 | 7-5  | 614 | 259 |
| Jets de New York                         | 7  | 9  | 0 | 43,8 % | 2-4 | 4-8  | 276 | 359 |
| Dolphins de Miami                        | 5  | 11 | 0 | 31,3 % | 2-4 | 4-8  | 306 | 494 |

| z   | Champion de division dispensé de wild-card                |
| y   | Champion de division                                      |
| w   | Non champion de division, wild-card                       |
| *   | Avantage du terrain pendant les playoffs                  |
| x   | Qualifié pour les playoffs                                |
| (-) | Classement en conférence à l'issue de la saison régulière |

| Franchise                  | V  | D  | N | Pct    | Div | Conf | PM  | PE  |
| -------------------------- | -- | -- | - | ------ | --- | ---- | --- | --- |
| (1) Ravens de Baltimore z* | 14 | 2  | 0 | 87,5 % | 5-1 | 10-2 | 531 | 282 |
| Steelers de Pittsburgh     | 8  | 8  | 0 | 50 %   | 3-3 | 6-6  | 289 | 303 |
| Browns de Cleveland        | 6  | 10 | 0 | 37,3 % | 3-3 | 6-6  | 335 | 393 |
| Bengals de Cincinnati      | 2  | 14 | 0 | 12,5 % | 1-5 | 2-10 | 279 | 420 |

| Franchise                 | V  | D  | N | Pct    | Div | Conf | PM  | PE  |
| ------------------------- | -- | -- | - | ------ | --- | ---- | --- | --- |
| (4) Texans de Houston y   | 10 | 6  | 0 | 62,5 % | 4-2 | 8-4  | 378 | 385 |
| (6) Titans du Tennessee w | 9  | 7  | 0 | 56,3 % | 3-3 | 7-5  | 402 | 331 |
| Colts d'Indianapolis      | 7  | 9  | 0 | 43,8 % | 3-3 | 5-7  | 361 | 373 |
| Jaguars de Jacksonville   | 6  | 10 | 0 | 37,5 % | 2-4 | 6-6  | 300 | 397 |

| Franchise                   | V  | D  | N | Pct    | Div | Conf | PM  | PE  |
| --------------------------- | -- | -- | - | ------ | --- | ---- | --- | --- |
| (2) Chiefs de Kansas City y | 12 | 4  | 0 | 75 %   | 6-0 | 9-3  | 451 | 308 |
| Broncos de Denver           | 7  | 9  | 0 | 43,8 % | 3-3 | 6-6  | 282 | 316 |
| Raiders d'Oakland           | 7  | 9  | 0 | 43,8 % | 3-3 | 5-7  | 313 | 419 |
| Chargers de Los Angeles     | 5  | 11 | 0 | 31,3 % | 0-6 | 3-9  | 337 | 345 |

### Saison régulière NFC
| Franchise                    | V | D  | N | Pct    | Div | Conf | PM  | PE  |
| ---------------------------- | - | -- | - | ------ | --- | ---- | --- | --- |
| (4) Eagles de Philadelphie y | 9 | 7  | 0 | 56,3 % | 5-1 | 7-5  | 385 | 354 |
| Cowboys de Dallas            | 8 | 8  | 0 | 50 %   | 5-1 | 7-5  | 434 | 321 |
| Giants de New York           | 4 | 12 | 0 | 25 %   | 2-4 | 3-9  | 341 | 451 |
| Redskins de Washington       | 3 | 13 | 0 | 18,8 % | 0-6 | 2-10 | 266 | 435 |

| z   | Champion de division dispensé de wild-card                |
| y   | Champion de division                                      |
| w   | Non champion de division, wild-card                       |
| *   | Avantage du terrain pendant les playoffs                  |
| x   | Qualifié pour les playoffs                                |
| (-) | Classement en conférence à l'issue de la saison régulière |

| Franchise                  | V  | D  | N | Pct    | Div | Conf  | PM  | PE  |
| -------------------------- | -- | -- | - | ------ | --- | ----- | --- | --- |
| (2) Packers de Green Bay y | 13 | 3  | 0 | 81,3 % | 6-0 | 10-2  | 376 | 313 |
| (6) Vikings du Minnesota w | 10 | 6  | 0 | 62,5 % | 2-4 | 7-5   | 407 | 303 |
| Bears de Chicago           | 8  | 8  | 0 | 50 %   | 4-2 | 7-5   | 280 | 298 |
| Lions de Détroit           | 3  | 12 | 1 | 21,9 % | 0-6 | 2-9-1 | 341 | 423 |

| Franchise                           | V  | D  | N | Pct    | Div | Conf | PM  | PE  |
| ----------------------------------- | -- | -- | - | ------ | --- | ---- | --- | --- |
| (3) Saints de La Nouvelle-Orléans y | 13 | 3  | 0 | 81,3 % | 5-1 | 9-3  | 458 | 341 |
| Falcons d'Atlanta                   | 7  | 9  | 0 | 43,8 % | 4-2 | 6-6  | 381 | 399 |
| Buccaneers de Tampa Bay             | 7  | 9  | 0 | 43,8 % | 2-4 | 5-7  | 458 | 449 |
| Panthers de la Caroline             | 5  | 11 | 0 | 34,4 % | 1-5 | 2-10 | 340 | 470 |

| Franchise                     | V  | D  | N | Pct    | Div | Conf  | PM  | PE  |
| ----------------------------- | -- | -- | - | ------ | --- | ----- | --- | --- |
| (1) 49ers de San Francisco z* | 13 | 3  | 0 | 81,3 % | 5-1 | 10-2  | 479 | 310 |
| (5) Seahawks de Seattle w     | 11 | 5  | 0 | 68,8 % | 3-3 | 8-4   | 405 | 398 |
| Rams de Los Angeles           | 9  | 7  | 0 | 56,3 % | 3-3 | 7-5   | 394 | 364 |
| Cardinals de l'Arizona        | 5  | 10 | 1 | 34,4 % | 1-5 | 3-8-1 | 361 | 442 |

### Séries éliminatoires
|  | Tour Wild Card | Tour Wild Card      | Tour Wild Card |               |           | Finales de division | Finales de division | Finales de division |    |  | Finales de conférence | Finales de conférence | Finales de conférence |    |  | Super Bowl LIV | Super Bowl LIV | Super Bowl LIV |
|  |                |                     |                |               |           |                     |                     |                     |    |  |                       |                       |                       |    |  |                |                |                |
|  | 5              | Seattle             | 17             |               |           |                     |                     |                     |    |  |                       |                       |                       |    |  |                |                |                |
|  | 4              | Philadelphie        | 9              |               |           |                     |                     |                     |    |  |                       |                       |                       |    |  |                |                |                |
|  | 4              | Philadelphie        | 9              |               | 5         | Seattle             | 23                  |                     |    |  |                       |                       |                       |    |  |                |                |                |
|  |                |                     |                |               | 5         | Seattle             | 23                  |                     |    |  |                       |                       |                       |    |  |                |                |                |
|  |                |                     | 2              | Green Bay     | 28        |                     |                     |                     |    |  |                       |                       |                       |    |  |                |                |                |
|  |                |                     | 2              | Green Bay     | 28        |                     |                     |                     |    |  |                       |                       |                       |    |  |                |                |                |
|  |                |                     |                |               |           |                     |                     |                     |    |  |                       |                       |                       |    |  |                |                |                |
|  |                |                     |                |               |           |                     |                     |                     |    |  |                       |                       |                       |    |  |                |                |                |
|  |                |                     |                |               |           |                     | 2                   | Green Bay           | 20 |  |                       |                       |                       |    |  |                |                |                |
|  | NFC            |                     |                |               |           |                     | 2                   | Green Bay           | 20 |  |                       |                       |                       |    |  |                |                |                |
|  |                | 1                   | San Francisco  | 37            |           |                     |                     |                     |    |  |                       |                       |                       |    |  |                |                |                |
|  | 6              | 1                   | San Francisco  | 37            | Minnesota | 26*                 |                     |                     |    |  |                       |                       |                       |    |  |                |                |                |
|  | 6              |                     |                |               | Minnesota | 26*                 |                     |                     |    |  |                       |                       |                       |    |  |                |                |                |
|  | 3              | La Nouvelle-Orléans | 20             |               |           |                     |                     |                     |    |  |                       |                       |                       |    |  |                |                |                |
|  | 3              | La Nouvelle-Orléans | 20             |               | 6         | Minnesota           | 10                  |                     |    |  |                       |                       |                       |    |  |                |                |                |
|  |                |                     |                |               | 6         | Minnesota           | 10                  |                     |    |  |                       |                       |                       |    |  |                |                |                |
|  |                |                     | 1              | San Francisco | 27        |                     |                     |                     |    |  |                       |                       |                       |    |  |                |                |                |
|  |                |                     | 1              | San Francisco | 27        |                     |                     |                     |    |  |                       |                       |                       |    |  |                |                |                |
|  |                |                     |                |               |           |                     |                     |                     |    |  |                       |                       |                       |    |  |                |                |                |
|  |                |                     |                |               |           |                     |                     |                     |    |  |                       |                       |                       |    |  |                |                |                |
|  |                |                     |                |               |           |                     |                     |                     |    |  |                       | N1                    | San Francisco         | 20 |  |                |                |                |
|  |                |                     |                |               |           |                     |                     |                     |    |  |                       |                       |                       |    |  |                |                |                |
|  |                | A2                  | Kansas City    | 31            |           |                     |                     |                     |    |  |                       |                       |                       |    |  |                |                |                |
|  | 6              | A2                  | Kansas City    | 31            | Tennessee | 20                  |                     |                     |    |  |                       |                       |                       |    |  |                |                |                |
|  | 6              |                     |                |               | Tennessee | 20                  |                     |                     |    |  |                       |                       |                       |    |  |                |                |                |
|  | 3              | Nouvelle-Angleterre | 13             |               |           |                     |                     |                     |    |  |                       |                       |                       |    |  |                |                |                |
|  | 3              | Nouvelle-Angleterre | 13             |               | 6         | Tennessee           | 28                  |                     |    |  |                       |                       |                       |    |  |                |                |                |
|  |                |                     |                |               | 6         | Tennessee           | 28                  |                     |    |  |                       |                       |                       |    |  |                |                |                |
|  |                |                     | 1              | Baltimore     | 12        |                     |                     |                     |    |  |                       |                       |                       |    |  |                |                |                |
|  |                |                     | 1              | Baltimore     | 12        |                     |                     |                     |    |  |                       |                       |                       |    |  |                |                |                |
|  |                |                     |                |               |           |                     |                     |                     |    |  |                       |                       |                       |    |  |                |                |                |
|  |                |                     |                |               |           |                     |                     |                     |    |  |                       |                       |                       |    |  |                |                |                |
|  |                |                     |                |               |           |                     | 6                   | Tennessee           | 24 |  |                       |                       |                       |    |  |                |                |                |
|  | AFC            |                     |                |               |           |                     | 6                   | Tennessee           | 24 |  |                       |                       |                       |    |  |                |                |                |
|  |                | 2                   | Kansas City    | 35            |           |                     |                     |                     |    |  |                       |                       |                       |    |  |                |                |                |
|  | 5              | 2                   | Kansas City    | 35            | Buffalo   | 19                  |                     |                     |    |  |                       |                       |                       |    |  |                |                |                |
|  | 5              |                     |                |               | Buffalo   | 19                  |                     |                     |    |  |                       |                       |                       |    |  |                |                |                |
|  | 4              | Houston             | 22*            |               |           |                     |                     |                     |    |  |                       |                       |                       |    |  |                |                |                |
|  | 4              | Houston             | 22*            |               | 4         | Houston             | 31                  |                     |    |  |                       |                       |                       |    |  |                |                |                |
|  |                |                     |                |               | 4         | Houston             | 31                  |                     |    |  |                       |                       |                       |    |  |                |                |                |
|  |                |                     | 2              | Kansas City   | 51        |                     |                     |                     |    |  |                       |                       |                       |    |  |                |                |                |
|  |                |                     | 2              | Kansas City   | 51        |                     |                     |                     |    |  |                       |                       |                       |    |  |                |                |                |
|  |                |                     |                |               |           |                     |                     |                     |    |  |                       |                       |                       |    |  |                |                |                |

(*) Indique les victoires en prolongation.

## Événements notables

### La retraite de Andrew Luck
A la surprise générale, le quarterback des Colts d'Indianapolis et premier choix de la draft 2012 de la NFL, Andrew Luck annonce sa retraite avant le début de la nouvelle saison. Sa retraite est rapidement devenue l'une des révélations les plus surprenantes de l'année. Lors de sa conférence de presse d'après-match, Luck déclare que sa retraite est due aux difficultés mentales et physiques qu'impose la pratique du football professionnel Il avait remporté en 2018 le prix du NFL Comeback Player of the Year.

### La bagarre Browns-Steelers
En 11e semaine, à l'occasion du Thursday Night Football et au cours des dernières secondes du match opposant les Steelers de Pittsburgh aux Browns de Cleveland, Myles Garrett (DE des Browns) tacle Mason Rudolph (QB des Steelers) après que ce dernier ait lancé une screen passe réceptionnée par le RB Trey Edmunds (en). Énervé par le tacle tardif, Rudolph commence à s'attaquer à Garrett en tentant de lui retirer son casque. Garrett ne se laisse pas faire et arrache le casque de Rudolph qu'il utilise pour frapper Rudolph à la tête. Maurkice Pouncey (Centre des Steelers) et Larry Ogunjobi (DT des Browns) se mêlent ensuite à la bagarre. Garrett, Ogunjobi et Pouncey sont expulsés du match par les arbitres.
Ogunjobi et Pouncey sont suspendus respectivement pour 1 et 2 matchs par la NFL, tandis que Garrett est suspendu pour une durée indéterminée. Il manque donc toute la fin de saison 2019 mais cette suspension pouvant faire l'objet d'un appel, il devra rencontrer le commissaire de la NFL Roger Goodell avant d'être éventuellement réintégré pour la saison 2020. Si cette suspension est maintenue, elle deviendra la deuxième suspension la plus longue de l'histoire de la NFL pour mauvaise conduite sur le terrain et la plus longue à la suite d'un seul incident dans le jeu.

### La controverse sur les vidéos des Patriots
Les Patriots de la Nouvelle-Angleterre auraient espionné la ligne de touche des Bengals de Cincinnati lors du match du 8 décembre opposant ces derniers aux Browns de Cleveland. Les Patriots, qui devaient rencontrer la semaine suivante les Bengals, auraient envoyé une équipe vidéo à Cleveland pour effectuer un documentaire sur un recruteur expérimenté dans le cadre de la série "Do Your Job" diffusée sur leur site web. Alors que les Browns furent informé de la présence de cette équipe vidéo pour le tournage du documentaire, les patriots auraient omis d'en avertir les Bengals et la NFL. Selon Dianna Russini d'ESPN, un membre du personnel des Bengals a repéré le cameraman de Patriots.com et a commencé à observer ce qu'il faisait. Apparemment, le cameraman aurait dirigé sa caméra vers les entraîneurs et joueurs des Bengals situés le long de la touche pendant l'essentiel du premier quart-temps. L'employé des Bengals en réfère aux responsables des relations avec les médias lesquels avertissent la sécurité. Ce service saisi le film enregistré par le cameraman et le remet à Jay Glazer (en) (rédacteur sportif américain travaillant au sein de la NFL pour la chaîne télévisée Fox Sports) lequel rendra publiques les images. La NFL a ensuite lancé une enquête sur ces faits. C'est la deuxième fois que l'administration actuelle des Patriots est impliquée dans un scandale d'enregistrement vidéo non autorisé après la controverse Spygate en 2007.

## Récompenses

### NFL Awards
| Trophées                                                | Joueur                                   | Poste                                    | Équipe                                   |
| ------------------------------------------------------- | ---------------------------------------- | ---------------------------------------- | ---------------------------------------- |
| Meilleur joueur de la NFL (MVP)                         | Lamar Jackson                            | QB                                       | Ravens de Baltimore                      |
| MVP du Super Bowl                                       | Patrick Mahomes                          | QB                                       | Chiefs de Kansas City                    |
| Joueur offensif de l'année                              | Michael Thomas                           | WR                                       | Saints de La Nouvelle-Orléans            |
| Joueur défensif de l'année                              | Stephon Gilmore                          | CB                                       | Patriots de la Nouvelle-Angleterre       |
| Entraîneur de l'année                                   | John Harbaugh                            | HC                                       | Ravens de Baltimore                      |
| Entraîneur adjoint de l'année                           | Greg Roman                               | OC                                       | Ravens de Baltimore                      |
| Rookie offensif de l'année                              | Kyler Murray                             | QB                                       | Cardinals de l'Arizona                   |
| Rookie défensif de l'année                              | Nick Bosa                                | DE                                       | 49ers de San Francisco                   |
| Ligne offensive de l'année                              | Le corps des WRs des Seahawks de Seattle | Le corps des WRs des Seahawks de Seattle | Le corps des WRs des Seahawks de Seattle |
| Meilleur revenant de la saison                          | Ryan Tannehill                           | QB                                       | Titans du Tennessee                      |
| Trophée Pepsi du meilleur rookie de l'année             | Nick Bosa                                | DE                                       | 49ers de San Francisco                   |
| Trophée Walter Payton du meilleur joueur NFL de l'année | Calais Campbell                          | DE                                       | Jaguars de Jacksonville                  |
| Trophée PFWA (en) du meilleur cadre NFL de l'année      | John Lynch                               | GM                                       | 49ers de San Francisco                   |
| Trophée Salute To Service présenté par USAA             | Donnie Edwards                           | LB                                       | Chargers de Los Angeles                  |
| Trophée Game Changer présenté par Gillette              |                                          |                                          |                                          |
| Trophée Deacon Jones                                    | Shaquil Barrett                          | OLB                                      | Buccaneers de Tampa Bay                  |
| Trophée Sportsmanship Art Rooney                        | Adrian Peterson                          | RB                                       | Redskins de Washington                   |
| Source                                                  |                                          |                                          |                                          |

### Joueurs All-Pro de l'AP
Les joueurs suivants ont été sélectionnés dans l'équipe type no 1 All-Pro de l'Associated Press :
| Poste              | Nom                | Équipe   |
| ------------------ | ------------------ | -------- |
| Quarterback        | Lamar Jackson      | Ravens   |
| Running back       | Christian McAffrey | Panthers |
| Backfield Offensif | Christian McAffrey | Panthers |
| Wide receiver      | DeAndre Hopkins    | Texans   |
| Wide receiver      | Michael Thomas     | Saints   |
| Tight end          | George Kittle      | 49ers    |
| Left tackle        | Ronnie Stanley     | Ravens   |
| Left guard         | Quenton Nelson     | Colts    |
| Center             | Jason Kelce        | Eagles   |
| Right guard        | Zack Martin        | Cowboys  |
| Right tackle       | Ryan Ramczyk       | Saints   |

| Poste            | Nom                | Équipe    |
| ---------------- | ------------------ | --------- |
| Defensive end    | Chandler Jones     | Cardinals |
| Defensive end    | T.J. Watt          | Steelers  |
| Defensive tackle | Aaron Donald       | Rams      |
| Defensive tackle | Cameron Heyward    | Steelers  |
| Linebacker       | Bobby Wagner       | Seahawks  |
| Linebacker       | Demario Davis      | Saints    |
| Linebacker       | Eric Kendricks     | Vikings   |
| Cornerback       | Stephon Gilmore    | Patriots  |
| Cornerback       | Tre'Davious White  | Billss    |
| Safety           | Jamal Adams        | Jets      |
| Safety           | Minkah Fitzpatrick | Steelers  |
| Defensive Back   | Marlon Humphrey    | Ravens    |
| Defensive Back   | Tyrann Mathieu     | Chiefs    |

| Poste           | Nom                   | Équipe   |
| --------------- | --------------------- | -------- |
| Kicker          | Justin Tucker         | Ravens   |
| Punter          | Brett Kern            | Titans   |
| Kick returner   | Cordarrelle Patterson | Bears    |
| Punt returner   | Deonte Harris         | Saints   |
| Équipe spéciale | Matthew Slater        | Patriots |

### Meilleurs joueurs de la semaine/du mois
| S. |                  | Attaque | Attaque  | Attaque           | Attaque | Attaque    | Attaque           |     | Défense  | Défense            | Défense | Défense    | Défense         | Défense |          | Équipes spéciales | Équipes spéciales | Équipes spéciales | Équipes spéciales | Équipes spéciales | Équipes spéciales |
| S. | AFC              | AFC     | AFC      | NFC               | NFC     | NFC        | AFC               | AFC | AFC      | NFC                | NFC     | NFC        | AFC             | AFC     | AFC      | NFC               | NFC               | NFC               |                   |                   |                   |
| S. | Joueur           | Pl.     | Équipe   | Joueur            | Pl.     | Équipe     | Joueur            | Pl. | Équipe   | Joueur             | Pl.     | Équipe     | Joueur          | Pl.     | Équipe   | Joueur            | Pl.               | Équipe            |                   |                   |                   |
| 1  | Lamar Jackson    | QB      | Ravens   | Dak Prescott      | QB      | Cowboys    | Cameron Wake      | OLB | Titans   | Anthony Harris     | SS      | Vikings    | Ty Long         | P       | Chargers | Wil Lutz          | K                 | Saints            |                   |                   |                   |
| 2  | Patrick Mahomes  | QB      | Chiefs   | Russell Wilson    | QB      | Seahawks   | Whitney Mercilus  | OLB | Texans   | Shaquil Barrett    | OLB     | Buccaneers | Jamie Gillan    | P       | Browns   | Eddy Piñeiro      | K                 | Bears             |                   |                   |                   |
| 3  | Deshaun Watson   | QB      | Texans   | Daniel Jones      | QB      | Giants     | Calais Campbell   | DE  | Jaguars  | Preston Smith (en) | OLB     | Packers    | Jake Bailey     | P       | Patriots | Thomas Morstead   | P                 | Saints            |                   |                   |                   |
| 4  | Nick Chubb       | RB      | Browns   | Russell Wilson    | QB      | Seahawks   | Calais Campbell   | OLB | Texans   | Shaquil Barrett    | OLB     | Buccaneers | Jamie Gillan    | P       | Browns   | Eddy Piñeiro      | K                 | Bears             |                   |                   |                   |
| 5  | Deshaun Watson   | QB      | Texans   | Aaron Jones       | RB      | Packers    | Justin Houston    | DE  | Colts    | Nick Bosa          | DE      | 49 ers     | Justin Tucker   | K       | Ravens   | Dan Bailey        | K                 | Vikings           |                   |                   |                   |
| 6  | Sam Darnold      | QB      | Jets     | Kyler Murray      | QB      | Cardinals  | Devins Bush Jr.   | LB  | Steelers | Landon Collins     | SS      | Redskins   | Justin Tucker   | K       | Ravens   | Thomas Morstead   | P                 | Saints            |                   |                   |                   |
| 7  | Jacoby Brissett  | QB      | Colts    | Aaron Jones       | QB      | Packers    | Tre'Davious White | CB  | Bills    | Chandler Jones     | OLB     | Cardinals  | Josh Lambo      | K       | Jaguars  | Brett Maher       | K                 | Cowboys           |                   |                   |                   |
| 8  | James Conner     | RB      | Steelers | Aaron Jones       | QB      | Packers    | Joey Bosa         | DE  | Chargers | Nick Bosa          | DE      | 49ers      | Adam Vinatieri  | K       | Colts    | Dan Bailey        | K                 | Vikings           |                   |                   |                   |
| 9  | Lamar Jackson    | QB      | Ravens   | Russell Wilson    | QB      | Seahawks   | Bud Dupree        | OLB | Steelers | Xavier Woods       | FS      | Cowboys    | Harrison Butler | K       | Chiefs   | Mitch Wishnowsky  | P                 | 49ers             |                   |                   |                   |
| 10 | Lamar Jackson    | QB      | Ravens   | Dalvin Cook       | QB      | Vikings    | Jamal Adams       | S   | Jets     | Jadeveon Clowney   | DE      | Seahawks   | Jason Sanders   | K       | Dolphins | Younghoe Koo      | K                 | Falcons           |                   |                   |                   |
| 11 | Josh Allen       | QB      | Bills    | Dak Prescott      | QB      | Cowboys    | Maxx Crosby       | DE  | Raiders  | Aaron Donald       | DT      | Rams       | Jake Bailey     | P       | Patriots | Kenjon Barner     | RB                | Falcons           |                   |                   |                   |
| 12 | Lamar Jackson    | QB      | Ravens   | Chris Godwin      | WR      | Buccaneers | Joe Scobert       | LB  | Browns   | Fred Warner        | LB      | 49ers      | Matthew Slater  | WR      | Patriots | Steven Sims       | WR                | Redskins          |                   |                   |                   |
| 13 | Deshaun Jackson  | QB      | Texans   | Jared Goff        | QB      | Rams       | Carlos Dunlap     | DE  | Bengals  | Cameron Jordan     | DE      | Saints     | Jason Sanders   | K       | Dolphins | Tress Way         | P                 | Redskins          |                   |                   |                   |
| 14 | Ryan Tannehill   | QB      | Titans   | Jimmy Garoppolo   | QB      | 49ers      | Kareem Jackson    | SS  | Broncos  | Danielle Hunter    | DE      | Vikings    | Diontae Johnson | WR      | Steelers | Younghoe Koo      | K                 | Falcons           |                   |                   |                   |
| 15 | Lamar Jackson    | QB      | Ravens   | Drew Brees        | QB      | Saints     | Tre'Davious White | CB  | Bills    | Patrick Peterson   | CB      | Cardinals  | Angelo Blackson | DE      | Texans   | Dan Bailey        | K                 | Vikings           |                   |                   |                   |
| 16 | Ryan Fitzpatrick | QB      | Dolphins | Saquon Barkley    | RB      | Giants     | Dre'Mont Jones    | DE  | Broncos  | Chandler Jones     | OLB     | Cardinals  | Nyheim Hines    | RB      | Colts    | Robbie Gould      | K                 | 49ers             |                   |                   |                   |
| 17 | Derrick Henry    | RB      | Titans   | Boston Scott (en) | RB      | Eagles     | Carlos Dunlap     | DE  | Bengals  | Deion Jones        | LB      | Falcons    | Mecole Hardman  | WR      | Chiefs   | Johny Hekker      | P                 | Rams              |                   |                   |                   |

| Mois  |                 | Attaque | Attaque | Attaque             | Attaque | Attaque  | Attaque         |     | Défense  | Défense             | Défense | Défense   | Défense         | Défense |          | Équipes spéciales     | Équipes spéciales | Équipes spéciales | Équipes spéciales | Équipes spéciales | Équipes spéciales |
| Mois  | AFC             | AFC     | AFC     | NFC                 | NFC     | NFC      | AFC             | AFC | AFC      | NFC                 | NFC     | NFC       | AFC             | AFC     | AFC      | NFC                   | NFC               | NFC               |                   |                   |                   |
| Mois  | Joueur          | Pl.     | Équipe  | Joueur              | Pl.     | Équipe   | Joueur          | Pl. | Équipe   | Joueur              | Pl.     | Équipe    | Joueur          | Pl.     | Équipe   | Joueur                | Pl.               | Équipe            |                   |                   |                   |
| Sept. | Patrick Mahomes | QB      | Chiefs  | Christian McCaffrey | RB      | Panthers | Devin McCourty  | FS  | Patriots | Christian McCaffrey | OLB     | Giants    | Jamie Gillan    | P       | Jaguars  | Thomas Morstead       | P                 | Panthers          |                   |                   |                   |
| Oct.  | Deshaun Watson  | QB      | Texans  | Kirk Cousins        | QB      | Vikings  | Stephen Gilmore | CB  | Patriots | Nick Bosa           | DE      | 49ers     | Justin Tucker   | K       | Ravens   | Zane Gonzalez         | K                 | Cardinals         |                   |                   |                   |
| Nov.  | Lamar Jackson   | QB      | Ravens  | Michael Thomas      | WR      | Saints   | T. J. Watt      | OLB | Steelers | Fred Warner         | LB      | 49ers     | Harrison Butler | K       | Chiefs   | Cordarrelle Patterson | WR                | Bears             |                   |                   |                   |
| Déc.  | Ryan Tannehill  | QB      | Titans  | Drew Brees          | QB      | Saints   | Tyrann Mathieu  | SS  | Chiefs   | Chandler Jones      | OLB     | Cardinals | Jason Sanders   | K       | Dolphins | Robbie Gould          | K                 | 49ers             |                   |                   |                   |

| S. |                   | Quarterbacks (par FedEx) | Quarterbacks (par FedEx) |           | Running backs (par FedEx) | Running backs (par FedEx) |           | Rookie (par Pepsie) | Rookie (par Pepsie) | Rookie (par Pepsie) |
| S. | Joueur            | Équipe                   | Joueur                   | Équipe    | Joueur                    | Poste                     | Équipe    |                     |                     |                     |
| 1  | Lamar Jackson     | Ravens                   | Marlon Mack              | Colts     | Gardner Minshew           | QB                        | Jaguars   |                     |                     |                     |
| 2  | Patrick Mahomes   | Chiefs                   | Dalvin Cook              | Vikings   | Chase Winovich            | DE                        | Patriots  |                     |                     |                     |
| 3  | Patrick Mahomes   | Chiefs                   | Christian McCaffrey      | Panthers  | Gardner Minshew           | QB                        | Jaguars   |                     |                     |                     |
| 4  | Jameis Winston    | Buccaneers               | Nick Chubb               | Browns    | Gardner Minshew           | QB                        | Jaguars   |                     |                     |                     |
| 5  | Deshaun Watson    | Texans                   | Aaron Jones              | Packers   | Gardner Minshew           | QB                        | Jaguars   |                     |                     |                     |
| 6  | Kirk Cousins      | Vikings                  | Lamar Jackson            | Ravens    | Kyler Murray              | QB                        | Cardinals |                     |                     |                     |
| 7  | Aaron Rodgers     | Packers                  | Dalvin Cook              | Vikings   | Gardner Minshew           | QB                        | Jaguars   |                     |                     |                     |
| 8  | Aaron Rodgers     | Packers                  | Tevin Coleman            | 49ers     | Gardner Minshew           | QB                        | Jaguars   |                     |                     |                     |
| 9  | Russell Wilson    | Seahawks                 | Christian McCaffrey      | Panthers  | DK Metcalf                | WR                        | Seahawks  |                     |                     |                     |
| 10 | Lamar Jackson     | Ravens                   | Derrick Henry            | Titans    | Josh Jacobs               | RB                        | Raiders   |                     |                     |                     |
| 11 | Dak Prescott      | Cowboys                  | Marlon Mack              | Colts     | Maxx Crosby               | DE                        | Raiders   |                     |                     |                     |
| 12 | Lamar Jackson     | Ravens                   | Derrick Henry            | Titans    | Devin Singletary (en)     | RB                        | Bills     |                     |                     |                     |
| 13 | Mitchell Trubisky | Bears                    | Derrick Henry            | Titans    | Ed Oliver                 | DT                        | Bills     |                     |                     |                     |
| 14 | Ryan Tannehill    | Titans                   | Derrick Henry            | Titans    | Drew Lock                 | QB                        | Broncos   |                     |                     |                     |
| 15 | Drew Brees        | Saints                   | Kenyan Drake             | Cardinals | Dwayne Haskins            | QB                        | Redskins  |                     |                     |                     |
| 16 | Daniel Jones      | Giants                   | Saquon Barkley           | Giants    | Daniel Jones              | QB                        | Giants    |                     |                     |                     |
| 17 | Ryan Fitzpatrick  | Dolphins                 | Derrick Henry            | Titans    | Gardner Minshew           | QB                        | Jaguars   |                     |                     |                     |

### Rookie du mois
| Mois  |                 | Attaque | Attaque | Attaque     |       | Défense    | Défense | Défense |
| Mois  | Joueur          | Poste   | Équipe  | Joueur      | Poste | Équipe     |         |         |
| Sept. | Gardner Minshew | QB      | Jaguars | Brian Burns | OLB   | Panthers   |         |         |
| Oct.  | Josh Jacobs     | RB      | Raiders | Nick Bosa   | DE    | 49ers      |         |         |
| Nov.  | Josh Jacobs     | RB      | Raiders | Devin White | LB    | Buccaneers |         |         |
| Dec.  | A. J. Brown     | WR      | Titans  | Devin White | LB    | Buccaneers |         |         |